# 援蔣ルート
援蔣ルート（えんしょうルート）は、日中戦争（支那事変）における大日本帝国と中華民国国民政府の対立の際、主にイギリス、アメリカ、ソ連が国民政府を軍事援助するために用いた輸送路のことである。

## 概要
1937年から38年にかけて、日本軍は中国沿岸諸港を占領し、海外からの国民政府に対する物資の供給を絶とうとした。イギリス、フランスはこれに対抗して、北部ビルマ（現ミャンマー）から四川省に至るビルマルートや、仏印から雲南省昆明に至る仏印ルートを開き、ロシアもまたトルキスタン方面に新疆ルートを開いた。日本は40年9月には北部仏印進駐によって仏印ルートを、太平洋戦争開始後の42年にはビルマ作戦によってビルマルートを絶ったが、連合国は新たにインドからのヒマラヤ越えルートを開き、航空輸送によって援蒋ルートを維持した。

## 経路

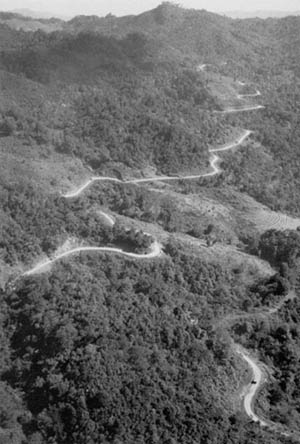
ビルマ公路の空撮画像

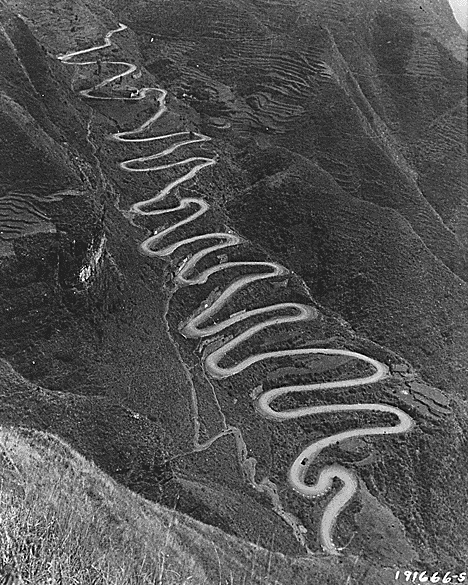
山脈を越えるレド公路の空撮画像

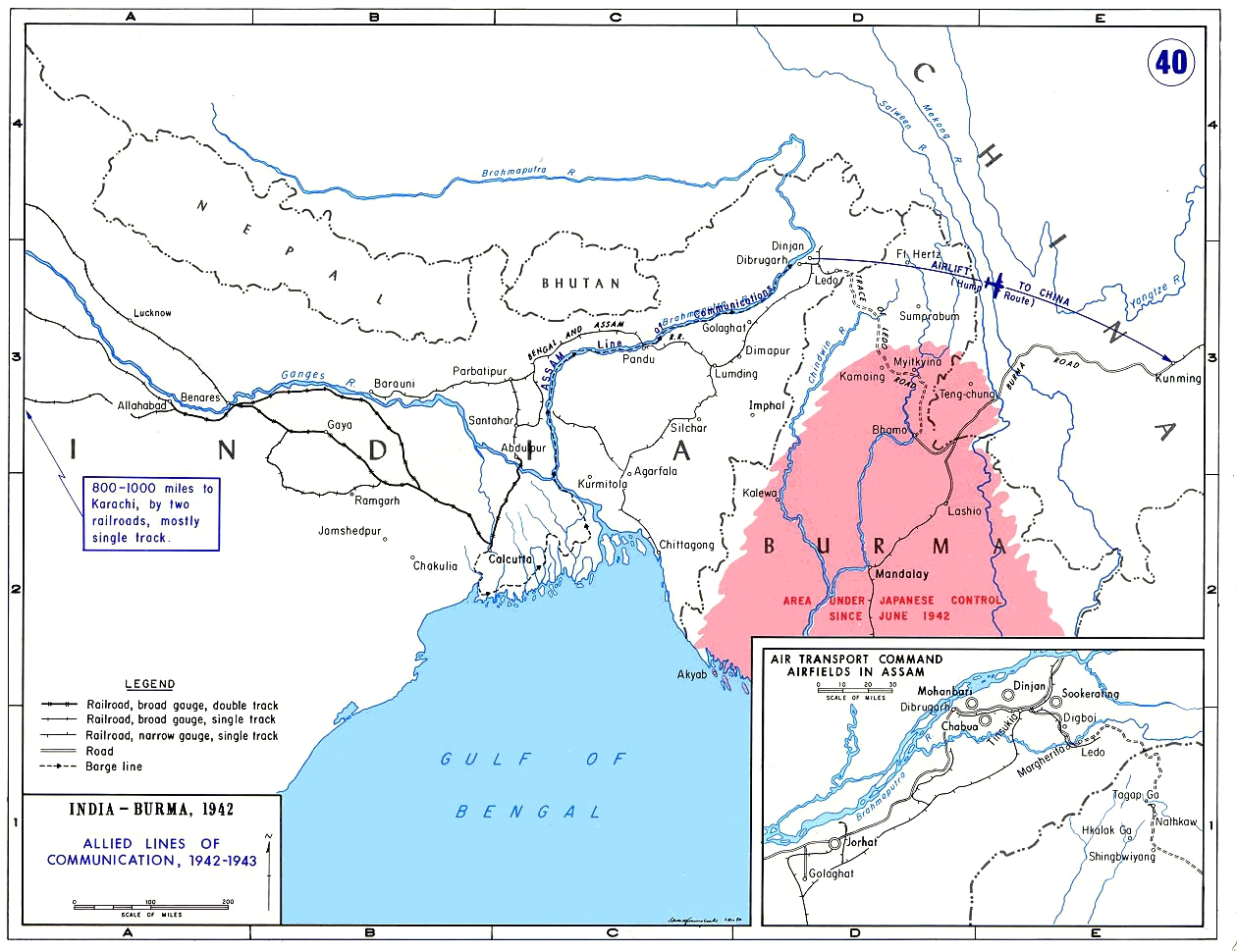
ビルマ公路・レド公路・ハンプ空路のルート図

援蔣ルートの経路は、日中戦争の開戦から太平洋戦争の終戦まで途中、日本軍によって遮断されたり独ソ戦の開戦によって援助が滞ったものも数えて、4つある。
1. 香港からのルートは、当時イギリスが植民地支配していた香港に陸揚げされた物資を鉄道や珠江の水運を利用して、中国大陸内陸部に運ぶ輸送路だが、1938年10月に広州が日本軍に占領されると遮断された。
2. 仏印ルートは、当時フランスの植民地であったインドシナ西部のハイフォンに陸揚げされた物資を昆明まで鉄道で輸送するものであったが、1940年にフランスがドイツに敗北し、ヴィシー政権が成立した後の同年に行われた日本軍の北部仏印進駐により遮断された。
3. ソ連からのルートは、他のルートと同じく重要なものであったが、1941年6月に独ソ戦が開始されるとソ連軍はドイツとの戦いに多くの物資を振り分けたために中華民国を支援する余裕はなく、またこのルートを通じた援助を続けることで、同年4月に日ソ中立条約を結んでいた日本を刺激することを恐れたため、物資の供給を取りやめた。
4. ビルマルートは、新旧2つの陸路と1つの空路があり、当時イギリスが植民地支配していたビルマ（現在のミャンマー）のラングーン（現在のヤンゴン）に陸揚げした物資をラシオ（シャン州北部の町）までイギリスが所有、運営していた鉄道で運び、そこからトラックで雲南省昆明まで運ぶ輸送路（ビルマ公路：Burma Road）が最初の陸路で、日本軍が全ビルマからイギリス軍を放逐し平定した1942年に遮断された後、イギリスとアメリカはインド東部からヒマラヤ山脈を越えての空路（ハンプ：The Hump）に切り替え支援を続けた。いわゆるハンプ越えと呼ばれるものを実施した。
しかし、空輸には限りがある上に、空輸中の事故も多発したため、アメリカが中心となって新しいビルマルートの建設を急ぎ、イギリス領インド帝国のアッサム州レドから昆明まで至る新自動車道路（レド公路：Ledo Road）が北ビルマの日本軍の撤退後の1945年1月に開通した。